# Дедушкина лупа
«Де́душкина лу́па» — немой короткометражный фильм Уоллеса МакКутчиона. Является ремейком на фильм Бабушкина лупа. Премьера состоялась в июле 1902 года в США.

## Сюжет
Девочка идёт в зоопарк и осматривает через дедушкину лупу следующие объекты:
1. Маленькая девочка играет с котёнком
2. Мартышка ест бананы
3. Попугай
4. Лицо малыша
5. Страница газеты
6. Лицо мамы
7. Глаз мамы

Съёмки проводились 25 июля 1902 года в Нью-Йорке.